# Euryproctus boreator
Euryproctus boreator là một loài tò vò trong họ Ichneumonidae.